# Внутренний мир Дэйзи Кловер
«Внутренний мир Дэйзи Кловер» — Фильм Роберта Маллигана. Экранизация одноименного произведения Гэвина Лэмберта (1963). Фильм разрешён для показа зрителям старше 16 лет.

## Сюжет
Молодая девушка Дэйзи Кловер (Натали Вуд), мечтающая попасть в Голливуд, записала пластинку с песней и отправила на студию. Запись привлекла внимание продюсера Реймонда Свона (Кристофер Пламмер) и Дэйзи стала звездой. Жизнь голливудской дивы нелегка, и Дэйзи пришлось пожертвовать не только собой, чтобы удержаться «на плаву».

## Критика
Несмотря на внушительный «урожай» номинаций и наград, фильм не принёс ожидаемой прибыли в прокате. Автор произведения и сценария, Гэвин Лэмберт, связывал это с выбором Натали Вуд на главную роль. Актрисе на момент съёмок было уже 27 лет, она была слишком «стара и гламурна» для роли 19-летней девчонки-сорванца. Сама же история, по мнению Лэмберта, из жёсткой и правдивой превратилась в очередную «сказку о Золушке».

## Песня
В сцене прослушивания Дэйзи на студии Свона, первые слова песни «You’re Gonna Hear From Me» поёт сама Натали Вуд, однако затем звучит голос певицы Джеки Уорд (Jackie Ward).

## В ролях
- Натали Вуд — Дэйзи Гловер
- Кристофер Пламмер — Реймонд Свон
- Роберт Редфорд — Уэйд Льюис
- Родди МакДауэлл — Уолтер Бейнс
- Рут Гордон — мама Дэйзи

## Награды и номинации
- Фильм получил три номинации на «Оскар» в 1966 году:
  - лучшая женская роль второго плана (Рут Гордон)
  - лучшая работа художника (Роберт Клэтворти и Джордж Джеймс Хопкинс)
  - лучший дизайн костюмов (Эдит Хеад и Билл Томас)
- Картина получила два «Золотых глобуса»
  - лучшая женская роль второго плана (Рут Гордон)
  - лучший дебют (Роберт Редфорд)
  - Натали Вуд также номинировалась на «Золотой глобус» как лучшая актриса комедийного или музыкального фильма.